# Athlétisme aux Jeux africains de 2019
Navigation
Brazzaville 2015 Accra 2023
Les épreuves d’athlétisme des Jeux africains de 2019 se déroulent du 26 au 30 août 2019 à Rabat, au Maroc, au Complexe sportif Moulay-Abdallah. 

## Nations participantes
Le nombre d'athlètes engagés est indiqué entre parenthèses.
- Afrique du Sud (37)
- Algérie (12)
- Angola (3)
- Bénin (4)
- Botswana (24)
- Burkina Faso (18)
- Burundi (10)
- Cameroun (14)
- Cap-Vert (5)
- Côte d'Ivoire (15)
- Djibouti (10)
- Égypte (29)
- Érythrée (18)
- Éthiopie (44)
- Gabon (2)
- Gambie (9)
- Ghana (16)
- Guinée (3)
- Guinée équatoriale (6)
- Guinée-Bissau (1)
- Kenya (68)
- Lesotho (8)
- Liberia (1)
- Libye (3)
- Madagascar (4)
- Malawi (7)
- Mali (12)
- Maroc (48)
- Maurice (14)
- Mauritanie (1)
- Mozambique (2)
- Namibie (17)
- Niger (3)
- Nigeria (51)
- Ouganda (27)
- République centrafricaine (2)
- République démocratique du Congo (8)
- République du Congo (10)
- Rwanda (2)
- Sao Tomé-et-Principe (5)
- Sénégal (13)
- Seychelles (8)
- Sierra Leone (10)
- Somalie (2)
- Soudan (4)
- Soudan du Sud (10)
- Swaziland (3)
- Tanzanie (7)
- Tchad (6)
- Togo (6)
- Tunisie (17)
- Zambie (8)
- Zimbabwe (17)

## Résultats

### Hommes
| Épreuves                      | Or                                                                                   | Argent                                                                                      | Bronze                                                                                     |
| ----------------------------- | ------------------------------------------------------------------------------------ | ------------------------------------------------------------------------------------------- | ------------------------------------------------------------------------------------------ |
| 100 m (vent : + 1,6 m/s)      | Raymond Ekevwo 9 s 96 (PB)                                                           | Arthur Cissé 9 s 97                                                                         | Usheoritse Itsekiri 10 s 02 (PB)                                                           |
| 200 m (Vent : -0,8 m/s)       | Sydney Siame 20 s 35                                                                 | Divine Oduduru 20 s 54                                                                      | Anaso Jobodwana 20 s 56                                                                    |
| 400 m                         | Leungo Scotch 45 s 27 (PB)                                                           | Thapelo Phora 45 s 59                                                                       | Chidi Okezie 45 s 61 (PB)                                                                  |
| 800 m                         | Abdessalem Ayouni 1 min 45 s 17 (NR)                                                 | Cornelius Tuwei 1 min 45 s 41                                                               | Oussama Nabil 1 min 45 s 42 (PB)                                                           |
| 1 500 m                       | George Manangoi 3 min 38 s 27                                                        | Ayanleh Souleiman 3 min 38 s 44                                                             | Charles Simotwo 3 min 38 s 51                                                              |
| 5 000 m                       | Robert Kiprop 13 min 30 s 96                                                         | Edward Zakayo 13 min 31 s 40                                                                | Richard Yator 13 min 31 s 41                                                               |
| 10 000 m                      | Berehanu Tsegu 27 min 56 s 81                                                        | Aron Kifle 27 min 57 s 79                                                                   | Jemal Yimer 27 min 59 s 02                                                                 |
| Semi-marathon                 | Titus Ekiru 1 h 01 min 42 s (PB)                                                     | Mohamed Reda el-Aaraby 1 h 02 min 44 s                                                      | Hamza Sahli 1 h 02 min 45 s                                                                |
| 110 m haies (Vent : +0,4 m/s) | Amine Bouanani 13 s 60                                                               | Oyeniyi Abejoye 13 s 90                                                                     | Louis François Mendy 14 s 05                                                               |
| 400 m haies                   | Abdelmalik Lahoulou 49 s 08                                                          | Bienvenu Sawadogo 49 s 25 (NR)                                                              | Mohamed Amine Touati 49 s 29 (PB)                                                          |
| 3 000 m steeple               | Benjamin Kigen (KEN) 8 min 12 s 39                                                   | Getnet Wale Bayabl (ETH) 8 min 14 s 06                                                      | Soufiane El Bakkali (MAR) 8 min 19 s 45                                                    |
| 4 × 100 m                     | Ghana Joseph Amoah Benjamin Kwaku Azamati Martin Owusu-Antwi Sean Safo-Antwi 38 s 30 | Nigeria Emmanuel Arowolo Divine Oduduru Usheoritse Itsekiri Raymond Ekevwo 38 s 59          | Afrique du Sud Henricho Bruintjies Anaso Jobodwana Chederick van Wyk Thando Dlodlo 38 s 80 |
| 4 × 400 m                     | Botswana Zibane Ngozi Onkabetse Nkobolo Leungo Scotch Baboloki Thebe 3 min 02 s 55   | Afrique du Sud Ranti Dikgale Nkateko Hlungwani Derrick Mokaleng Thapelo Phora 3 min 03 s 18 | Nigeria Sikiru Adewale Adeyemi Shedrack Akpeki Orukpe Erayokan Edose Ibadin 3 min 03 s 42  |
| 20 km marche                  | Samuel Gathimba 1 h 22 min 48 s (SB)                                                 | Yohanis Algaw 1 h 22 min 50 s                                                               | Wayne Snyman 1 h 23 min 38 s                                                               |
| Saut en hauteur               | Mpho Links 2,20 m                                                                    | Mathew Sawe 2,15 m                                                                          | Breyton Poole 2,15 m                                                                       |
| Saut à la perche              | Hichem Cherabi 5,00 m                                                                | Mejdi Chehata 4,70 m                                                                        | Larbi Bourrada 4,70 m (SB)                                                                 |
| Saut en longueur              | Yasser Triki 8,01 m                                                                  | Marouane Kacimi 7,79 m (w)                                                                  | Roméo N'tia 7,72 m                                                                         |
| Triple saut                   | Hugues Fabrice Zango 16,88 m                                                         | Yasser Triki 16,71 m                                                                        | Jonathan Drack 16,53 m                                                                     |
| Lancer du poids               | Chukwuebuka Enekwechi 21,48 m (CR)                                                   | Mohamed Khalifa 20,85 m (PB)                                                                | Mostafa Amr Hassan 20,74 m                                                                 |
| Lancer du disque              | Shehab Ahmed (EGY) 59,29 m                                                           | Ayomidotun Kelvin Ogundeji (NGA) 57,82 m                                                    | Elbachir Mbarki (MAR) 56,92 m                                                              |
| Lancer du marteau             | Mostafa Hicham al-Gamal 72,50 m                                                      | Alaa el-Din el-Ashry 72,04 m                                                                | Islam Mohamed 71,36 m                                                                      |
| Lancer du javelot             | Julius Yego 87,73 m (CR)                                                             | Alex Kiprotich 77,50 m                                                                      | Nnamdi Chinecherem 73,24 m                                                                 |
| Décathlon                     | Larbi Bourrada 7 319 pts (SB)                                                        | Moustafa Ramadan 7 099 pts                                                                  | Marouane Kacimi 6 607 pts                                                                  |

### Femmes
| Épreuves                      | Or                                                                                        | Argent                                                                                | Bronze                                                                          |
| ----------------------------- | ----------------------------------------------------------------------------------------- | ------------------------------------------------------------------------------------- | ------------------------------------------------------------------------------- |
| 100 m (vent : - 1,2 m/s)      | Marie-Josée Ta Lou 11 s 09                                                                | Gina Bass 11 s 13 (NR)                                                                | Bassant Hemida 11 s 31 (NR)                                                     |
| 200 m (vent : + 1,8 m/s)      | Gina Bass 22 s 58 (NR)                                                                    | Basant Hemida 22 s 89                                                                 | Marie-Josée Ta Lou 23 s 00                                                      |
| 400 m                         | Galefele Moroko 51 s 30 (PB)                                                              | Favour Ofili 51 s 68 (PB)                                                             | Grace Obour 51 s 86 (PB)                                                        |
| 800 m                         | Hirut Meshesha Mero 2 min 3 s 16                                                          | Rababe Arafi 2 min 3 s 20                                                             | Halimah Nakaayi 2 min 3 s 55                                                    |
| 1 500 m                       | Quailyne Jebiwott Kiprop 4 min 19 s 33                                                    | Mary Kuria 4 min 20 s 19                                                              | Lemlem Hailu 4 min 20 s 60                                                      |
| 5 000 m                       | Lilian Rengeruk 15 min 33 s 63                                                            | Hawi Feysa 15 min 33 s 99                                                             | Alemitu Tariku 15 min 37 s 15                                                   |
| 10 000 m                      | Tsehay Gemechu 31 min 56 s 92                                                             | Zeineba Yimer 31 min 57 s 95                                                          | Dera Dida 31 min 58 s 78                                                        |
| Semi-marathon                 | Yalemzerf Yehualaw 1 h 10 min 26 s (CR)                                                   | Degitu Azimeraw 1 h 10 min 31 s                                                       | Meseret Belete 1 h 12 min 08 s                                                  |
| 100 m haies (vent : -0,6 m/s) | Tobi Amusan 12 s 68 (CR)                                                                  | Marthe Koala 13 s 20                                                                  | Taylon Bieldt 13 s 40 (SB)                                                      |
| 400 m haies                   | Vanice Nyagisera 56 s 95                                                                  | Lamia Lhabz 56 s 97                                                                   | Uwemedino Akpan Abasiono 57 s 66                                                |
| 3 000 m steeple               | Mekides Demewoz 9 min 35 s 18                                                             | Mercy Gitahi 9 min 37 s 53 (PB)                                                       | Weynshet Ansa 9 min 38 s 56 (SB)                                                |
| 4 × 100 m                     | Nigeria Rosemary Chukwuma Joy Udo-Gabriel Mercy Ntia-Obong Jasper Bukola Adekunle 44 s 16 | Afrique du Sud Patience Ntshingila Tamzin Thomas Tebogo Mamathu Taylon Bieldt 44 s 61 | Kenya Maureen Nyatichi Thomas Milcent Ndoro Maximila Imali Joan Cherono 45 s 44 |
| 4 × 400 m                     | Nigeria Kemi Francis Patience Okon George Blessing Oladoye Favour Ofili 3 min 30 s 32     | Botswana Oarabile Babolayi Oratile Nowe Amantle Montsho Galefele Moroko 3 min 31 s 96 | Ouganda Nasiba Nabirye Emily Nanziri Leni Shida Stella Wonruku 3 min 32 s 25    |
| 20 km marche                  | Emily Ngii 1 h 34 min 41 s (SB)                                                           | Grace Njue 1 h 34 min 57 s (SB)                                                       | Yehualeye Beletew 1 h 35 min 21 s                                               |
| Saut en hauteur               | Rose Yeboah 1,84 m (PB)                                                                   | Rhizlane Siba 1,81 m (SB)                                                             | Ariyat Dibow Ubang 1,81 m (NR)                                                  |
| Saut à la perche              | Dora Mahfoudhi 4,31 m (GR,NR)                                                             | Fatma Elbendary 4,10 m (NR)                                                           | Donia Ahmed El Tabagh 4,00 m (SB)                                               |
| Saut en longueur              | Ese Brume 6,69 m                                                                          | Deborah Acquah 6,37 m                                                                 | Lynique Beneke 6,30 m                                                           |
| Triple saut                   | Grace Chinonyelum Anigbata (NGA) 13,75 m                                                  | Jamaa Chnaik (MAR) 13,69 m (SB)                                                       | Zinzi Chabangu (RSA) 13,59 m                                                    |
| Lancer du poids               | Sade Olatoye 16,61 m Ischke Senekal 16,18 m                                               | Ischke Senekal 16,18 m Mieke Strydom 14,64 m                                          | Mieke Strydom 14,64 m Odile Ahouanwanou 13,77 m                                 |
| Lancer du disque              | Chioma Onyekwere 59,91 m (CR)                                                             | Yolandi Stander 57,75 m (PB)                                                          | Ischke Senekal 53,95 m                                                          |
| Lancer du marteau             | Laetitia Bambara 65,28 m                                                                  | Temi Ogunrinde 64,68 m                                                                | Sade Olatoye 63,97 m Zouina Bouzebra 63,34 m                                    |
| Lancer du javelot             | Kelechi Nwanaga 55,88 m                                                                   | Jo-Ane van Dyk 55,38 m                                                                | Sunette Viljoen 53,44 m                                                         |
| Heptathlon                    | Marthe Koala 5 866 pts                                                                    | Kemi Francis 5 683 pts (PB)                                                           | Nada Chroudi 5 302 pts                                                          |

## Tableau des médailles
Tableau mis à jour après la disqualification de Sade Olatoye en novembre 2019
| Rang  | Nation         | Or | Argent | Bronze | Total |
| ----- | -------------- | -- | ------ | ------ | ----- |
| 1     | Nigeria        | 9  | 7      | 5      | 21    |
| 2     | Kenya          | 10 | 7      | 3      | 20    |
| 2     | Éthiopie       | 5  | 5      | 8      | 18    |
| 4     | Algérie        | 5  | 1      | 2      | 8     |
| 5     | Burkina Faso   | 3  | 2      | 0      | 5     |
| 6     | Botswana       | 3  | 1      | 0      | 4     |
| 7     | Afrique du Sud | 2  | 6      | 9      | 17    |
| 8     | Égypte         | 2  | 5      | 4      | 11    |
| 9     | Tunisie        | 2  | 1      | 2      | 5     |
| 10    | Ghana          | 2  | 1      | 1      | 4     |
| 11    | Côte d'Ivoire  | 1  | 1      | 1      | 3     |
| 12    | Gambie         | 1  | 1      | 0      | 2     |
| 13    | Zambie         | 1  | 0      | 0      | 1     |
| 14    | Maroc          | 0  | 6      | 5      | 11    |
| 15    | Djibouti       | 0  | 1      | 0      | 1     |
| 15    | Érythrée       | 0  | 1      | 0      | 1     |
| 17    | Ouganda        | 0  | 0      | 2      | 2     |
| 17    | Bénin          | 0  | 0      | 2      | 2     |
| 19    | Maurice        | 0  | 0      | 1      | 1     |
| 19    | Sénégal        | 0  | 0      | 1      | 1     |
| Total | Total          | 46 | 46     | 46     | 138   |

## Légende
Records et Performances
- AR : Record continental (area record)
- CR : Record des championnats (championship record)
- MR : Record du meeting (meet record)
- NR : Record national (national record)
- OR : Record olympique (olympic record)
- PR : Record paralympique (paralympic record)
- PB : Record personnel (personal best)
- SB : Meilleure performance personnelle de la saison (season's best)
- WL : Meilleure performance mondiale de l'année (world leader)
- WJR : Record du monde junior (world junior record)
- WR : Record du monde (world record)

Circonstances et Conditions
- DNF : N'a pas terminé (did not finish)
- DNS : N'a pas pris le départ (did not start)
- DQ : Disqualification (disqualification)
- NM : Aucun essai valable enregistré (No Mark)
- Q : Qualifié « directement » au prochain tour (ou à la prochaine compétition), lors d'une compétition majeure, grâce au classement ou à la réalisation des minima (automatic qualifier)
- q : Qualifié au prochain tour (ou à la prochaine compétition), lors d'une compétition majeure, grâce au repêchage ou à la réalisation de l'une des meilleures performances parmi celles des « non qualifiés directement » (grâce au meilleur temps ou à la meilleure distance par exemple) (secondary qualifier)